# Tane Ikai
Tane Ikai (猪飼 たね, Ikai Tane; Kansei, 18 januari 1879 - Nagoya, 12 juli 1995) was een Japanse supereeuwelinge. Ze was tot 28 augustus 2014 de officieel oudst erkende persoon van Japan en Azië aller tijden, toen ze werd voorbijgestoken door Misao Okawa. Ze is, ondanks het feit dat ze een van de weinig erkende mensen is die de zeer hoge leeftijd van 116 heeft bereikt, nooit de oudste persoon ter wereld geweest, omdat ze leefde in de tijd van de Franse wereldrecordhoudster Jeanne Calment (1875-1997).

## Biografie
Ikai werd geboren in het dorp Kansei (寛政村, Kansei-mura) in de prefectuur Aichi (nu een deel van de wijk Minato (Nagoya). Zij was de derde van zes kinderen. Ze trouwde op haar 20e. Samen met haar man, van wie Ikai scheidde in 1917, kreeg ze vier kinderen. In 1968, op een leeftijd van 89 jaar, verhuisde Ikai naar een rusthuis in Nagoya. In 1988, op 109-jarige leeftijd, moest ze als gevolg van een beroerte in een ziekenhuis opgenomen worden.
In 1992 werd ze, als 113-jarige, de oudste levende persoon van Japan. Ikai overleed drie jaar later op 116 1/2-jarige leeftijd, en overleefde al haar kinderen.